# باشگاه فوتبال مونتگو بی یونایتد
باشگاه فوتبال مونتگو بی یونایتد یک باشگاه فوتبال جامائیکایی است که در مونتگو بی واقع شده است.

## دستاوردها
- لیگ برتر جامائیکا: ۴ قهرمانی
- جام قهرمانی جامائیکا: ۱ قهرمانی
- سوپر لیگ کنفدراسیون غربی: ۱ قهرمانی